# Classe Sirène (1925)
Cet article concerne la classe de sous-marins des années 1920. Pour les autres classes Sirène, voir classe Sirène.
La classe Sirène est une classe de sous-marins, sous-classe du type 600 tonnes, construite pour la marine française avant la Seconde Guerre mondiale.

## Conception
Quatre sous-marins sont construits, suivant des plans de Loire-Simonot. Ils sont commandés en 1925, et leur construction est terminée en 1927,.

## Sous-marins de la classe

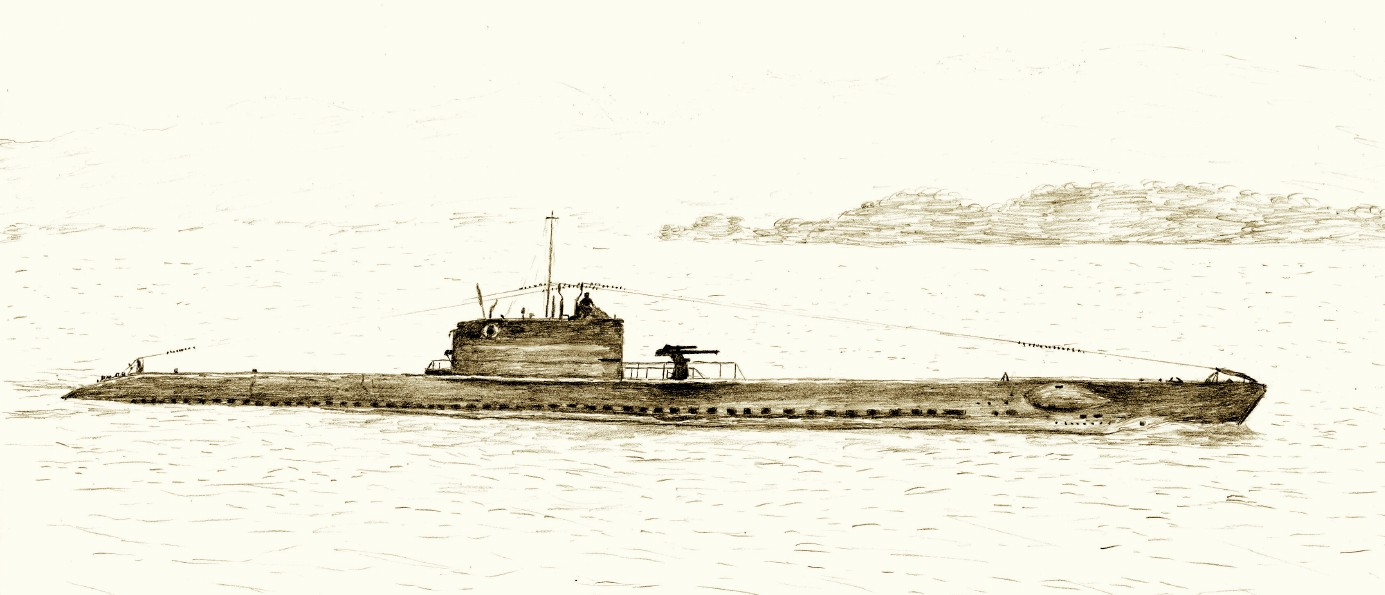
Dessin d'un classe Sirène.

- La Sirène, sabordée lors du sabordage de la flotte française à Toulon en 1942; renflouée, coulée lors d'un raid aérien en juin 1944.
- La Naïade, sabordée à Toulon en 1942 ; renflouée, coulée lors de 2 raids aériens en avril et novembre 1943.
- La Galatée, sabordée à Toulon en 1942; renflouée, coulée lors d'un raid aérien en juin 1944[3].
- La Nymphe, désarmée en 1938.